# メーガ・ドゥータ

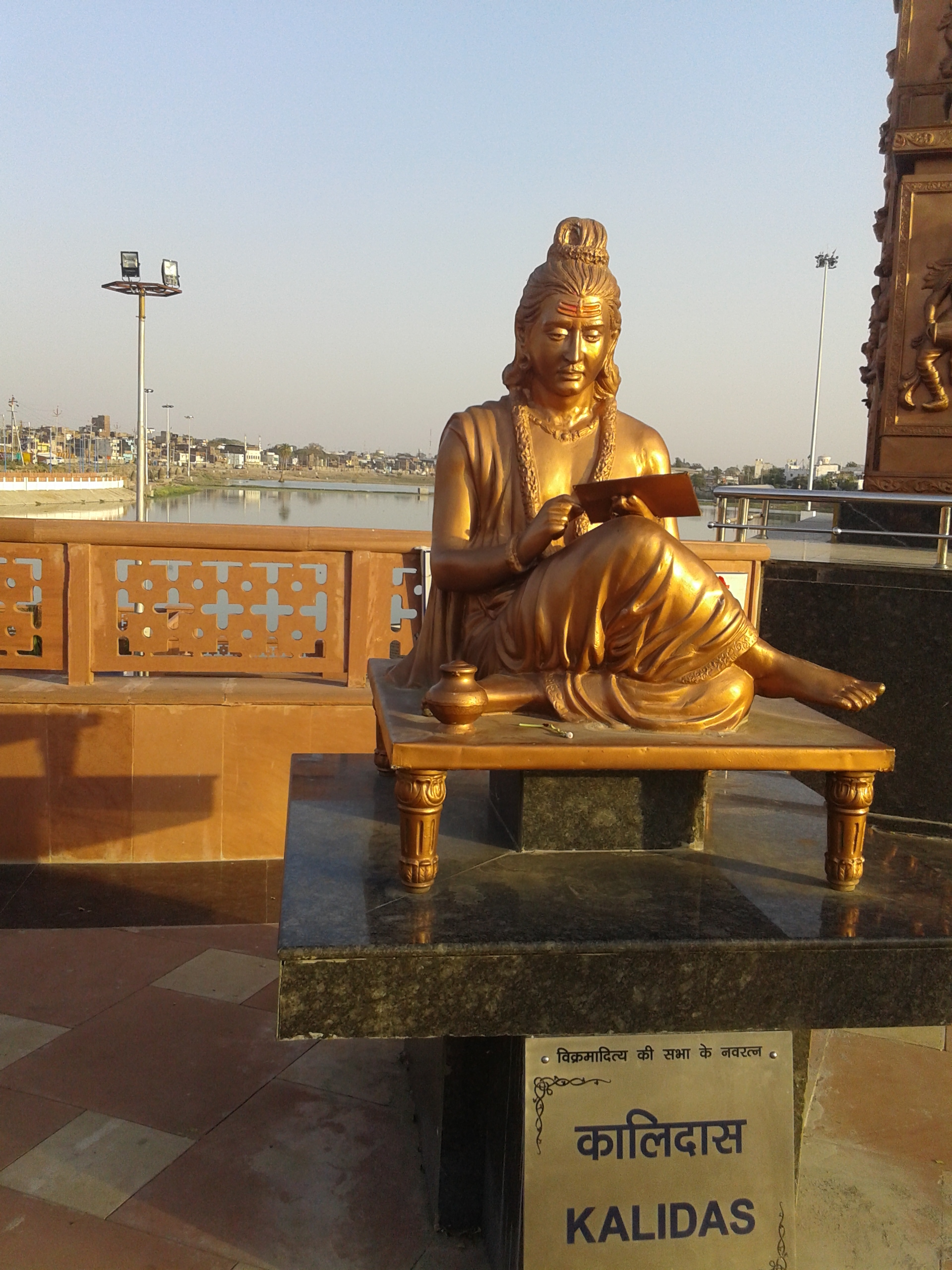
カーリダーサの像

メーガ・ドゥータ（Meghaduta）は、インドの詩人、劇作家であるカーリダーサ作の抒情詩。「雲の使者」の意。
ヤクシャ(夜叉)の男が空を眺めつつ、ヒマラヤ山麓の故郷に残してきた最愛の妻へ、中部インドから故郷に向かって流れる雲に音信を託して語ったもの。この雲の使者が妻のもとに達するまでに通過する山河や町といった各地の情景を美しく描写している。『メーガ・ドゥータ』はこの種の抒情詩としては高い評価を得ており、また多くの模倣作をも生んだが、これに比類するものはないとされている。